# Génie urbain
 (mars 2021).

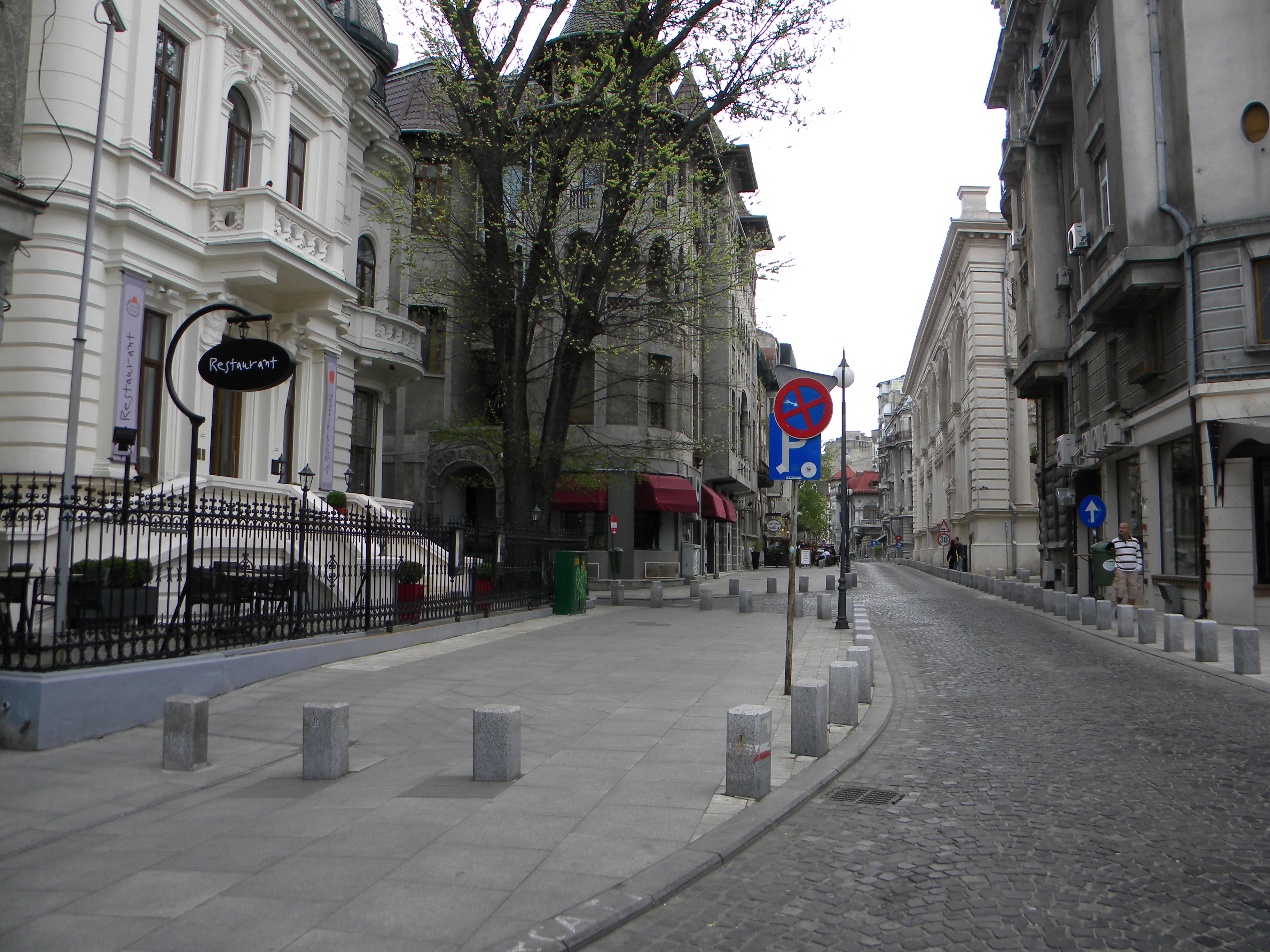
Aménagement d'une rue en Roumanie.

Le génie urbain, cousin de l'urbanisme, lié au concept voisin de management urbain, est l'ensemble de disciplines chargées de permettre la vie en milieu urbain, particulièrement en milieu urbain dense. De conceptualisation récente et mouvante, il se base sur une vision holistique de réalités complexes, en réaction avec l'approche analytique des techniques le composant. Ainsi, il peut laisser une part autant aux aspects technologiques qu'aux sciences humaines et sociales.
Le concept est apparu initialement au début du XXe siècle. Mais la discipline sous ses aspects actuels est née au Japon, puis a essaimé en Amérique et en Europe.
Ainsi, en France, différentes collectivités (dont les villes de Montpellier et de Nouméa) comptent désormais des « directions du génie urbain ».

## Formation
Créée en 1959, l’École des ingénieurs de la ville de Paris (EIVP) est l'unique grande école d'ingénieurs française spécialisée en génie urbain. Le génie urbain est également enseigné dans des universités françaises, notamment l'Université de la Réunion , l'Université de technologie de Compiègne (UTC), l'Université de Tours (au sein de son école d'ingénieurs Polytech Tours), l'Université Gustave-Eiffel (anciennement, Université Paris-Est Marne-la-Vallée (UPEM), laquelle accueille également une équipe de recherche dont le génie urbain est le thème central). 
Polytech Lille a ouvert en septembre 2019, le premier cursus d'ingénieur Géomatique et Génie urbain en alternance.[source insuffisante]. 
Depuis septembre 2020, l'École nationale supérieure d'ingénieurs de Reims (ESIReims) propose une formation d'ingénieurs Génie urbain et Environnement[source insuffisante].

### Formations en France
- Licence Génie urbain à l'université Gustave Eiffel ;
- Master Génie urbain à l'université Gustave Eiffel.
- *Diplôme d'ingénieur Génie urbain à l'École des ingénieurs de la ville de Paris (EIVP) ;
- Diplôme d'ingénieur Génie urbain à l'Université de technologie de Compiègne (UTC) ;
- Diplôme d'ingénieur en Géomatique et Génie urbain à Polytech Lille ;
- Diplôme d'ingénieur en Génie urbain et Environnement à ESIReims ;
- Diplôme d'ingénieur en Génie de l'aménagement et de l'environnement à Polytech Tours.